# تلة رازة (زلاغي الغربي)
تلة رازة (بالفارسية: تله رزه) هي قرية تقع في إيران في قسم زلاغي الغربي الریفي.